# سیارک ۷۸۱۳
سیارک ۷۸۱۳ (به انگلیسی: 7813 Anderserikson، نامگذاری:1985UF3) هفت هزار و هشتصد و سیزدهمین سیارک کشف شده‌است که در ۱۶ اکتبر ۱۹۸۵ کشف شد.
قدر مطلق سیارک برابر ۱۳٫۰۰ است.